# Formania mekongensis
Formania mekongensis là một loài thực vật có hoa trong họ Cúc. Loài này được W.W.Sm. & J.Small mô tả khoa học đầu tiên năm 1922.